# H

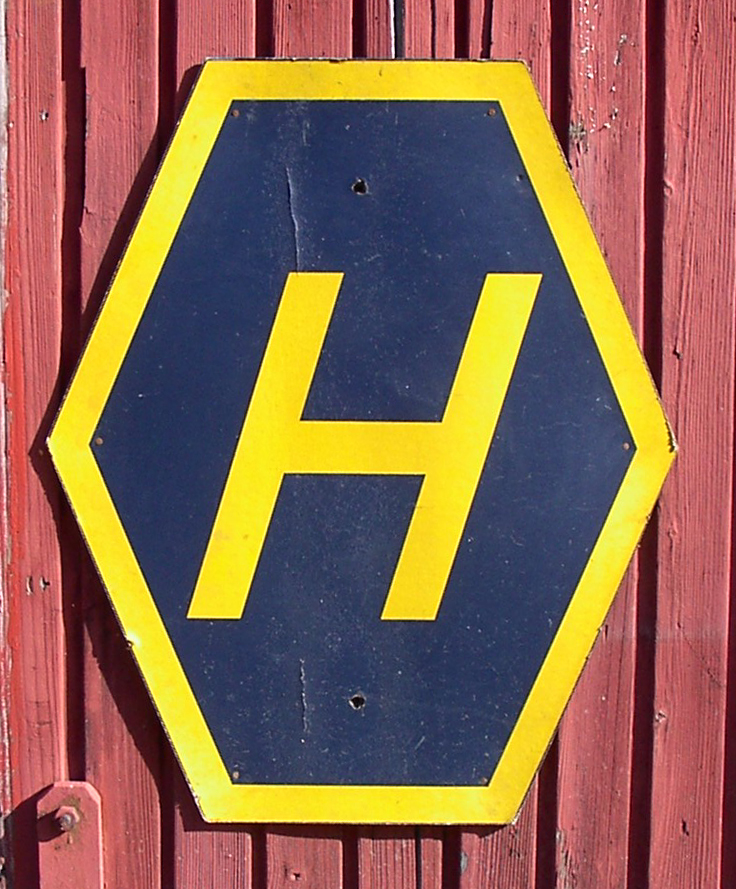
Högertrafikmärket av Sten Kindgren.

H är den åttonde bokstaven i det moderna latinska alfabetet.

## Betydelser

### Versalt H
- Nationalitetsbeteckning för motorfordon från Ungern
- Länsbokstav för Kalmar län i Sverige
- Kemiskt tecken för grundämnet väte
- henry, enheten för induktans
- entalpi, ett fysikaliskt begrepp
- I matematik betecknar H (fetstil) eller ℍ (svarttavelfetstil) ibland mängden eller skevkroppen av kvaternioner.
- SAB:H, bibliotekssignum för skönlitteratur
- Högerpartiet, gammalt svenskt politiskt parti som senare bytte namn till Moderata samlingspartiet
- Høyre, norskt politiskt parti
- En ton inom musiken, som i den anglosaxiska världen heter B
- Beteckning för Nytt juridiskt arkiv i lagboken
- H-mjölk
- H₀, Hubble-konstanten, se Hubbles lag
- HSDPA, kommunikationsteknik inom mobiltelefoni ibland kallad 3,5G
- Den statistiska kategorin Hold i baseboll.

### Gement h
- hekto, en måttprefixenhet som står för talet 100
- timme, tidsenhet
- Plancks konstant
- tonlös glottal frikativa, en grupp av konsonantljud

### Varianter av H
- ħ – Plancks strukna konstant eller Diracs konstant
- ɦ – tonande glottal frikativa, en grupp av konsonantljud

## Historia
Till det latinska alfabetet kom bokstaven H från den grekiska bokstaven Eta, som har samma versala utseende, men i den standardiserade klassiska grekiskan betecknar ett helt annat ljud. Ursprungligen före antiken kallades den grekiska bokstaven "heta", och betecknade He-ljud, såsom i stadsnamnet Heraklion/Ηρακλείου. H-ljudet föll bort i grekiska, men inte i latin. Grekerna hade i sin tur fått bokstaven "(h)eta" från feniciernas "heth", som ursprungligen betecknade ett staket eller en gård.

## Datateknik
I datorer lagras H samt förkomponerade bokstäver med H som bas och vissa andra varianter av H, plus bokstäver för glottal klusil, med följande kodpunkter:
| Gemen | Unicode | Andra kodningar |                                       | Versal | Unicode | Andra kodningar |                                         | Används bl.a. i följande språk                               |
| ----- | ------- | --------------- | ------------------------------------- | ------ | ------- | --------------- | --------------------------------------- | ------------------------------------------------------------ |
| h     | U+0068  | 0x68 (ASCII)    | LATIN SMALL LETTER H                  | H      | U+0048  | 0x48 (ASCII)    | LATIN CAPITAL LETTER H                  | de flesta där latinskt alfabet används                       |
| ʰ     | U+02B0  | -               | MODIFIER LETTER SMALL H               |        |         |                 |                                         |                                                              |
| ĥ     | U+0125  | 0xB6 (Latin-3)  | LATIN SMALL LETTER H WITH CIRCUMFLEX  | Ĥ      | U+0124  | 0xA6 (Latin-3)  | LATIN CAPITAL LETTER H WITH CIRCUMFLEX  | esperanto                                                    |
| ȟ     | U+021F  | -               | LATIN SMALL LETTER H WITH CARON       | Ȟ      | U+021E  | -               | LATIN CAPITAL LETTER H WITH CARON       | finsk romani                                                 |
| ḧ     | U+1E27  | -               | LATIN SMALL LETTER H WITH DIAERESIS   | Ḧ      | U+1E26  | -               | LATIN CAPITAL LETTER H WITH DIAERESIS   |                                                              |
| ḣ     | U+1E23  | -               | LATIN SMALL LETTER H WITH DOT ABOVE   | Ḣ      | U+1E22  | -               | LATIN CAPITAL LETTER H WITH DOT ABOVE   |                                                              |
| ḩ     | U+1E29  | -               | LATIN SMALL LETTER H WITH CEDILLA     | Ḩ      | U+1E28  | -               | LATIN CAPITAL LETTER H WITH CEDILLA     |                                                              |
| ḥ     | U+1E25  | -               | LATIN SMALL LETTER H WITH DOT BELOW   | Ḥ      | U+1E24  | -               | LATIN CAPITAL LETTER H WITH DOT BELOW   |                                                              |
| ḫ     | U+1E2B  | -               | LATIN SMALL LETTER H WITH BREVE BELOW | Ḫ      | U+1E2A  | -               | LATIN CAPITAL LETTER H WITH BREVE BELOW | arabiska, hettitiska, akkadiska, egyptiska                   |
| ẖ     | U+1E96  | -               | LATIN SMALL LETTER H WITH LINE BELOW  |        |         |                 |                                         |                                                              |
| ħ     | U+0127  | 0xB1 (Latin-3)  | LATIN SMALL LETTER H WITH STROKE      | Ħ      | U+0126  | 0xA1 (Latin-3)  | LATIN CAPITAL LETTER H WITH STROKE      | maltesiska                                                   |
| ɥ     | U+0265  | -               | LATIN SMALL LETTER TURNED H           |        |         |                 |                                         | IPA                                                          |
| ɦ     | U+0266  | -               | LATIN SMALL LETTER H WITH HOOK        |        |         |                 |                                         | IPA                                                          |
| ɧ     | U+0267  | -               | LATIN SMALL LETTER HENG WITH HOOK     |        |         |                 |                                         | IPA                                                          |
|       |         |                 |                                       |        |         |                 |                                         |                                                              |
| ʔ     | U+0294  | -               | LATIN LETTER GLOTTAL STOP             |        |         |                 |                                         | glottalstopp i IPA                                           |
| ɂ     | U+0242  | -               | LATIN SMALL LETTER GLOTTAL STOP       | Ɂ      | U+0241  | -               | LATIN CAPITAL LETTER GLOTTAL STOP       | glottalstopp i vissa ortografier (chipewyan, dogrib, slavej) |
| ʼ     | U+02BC  | -               | MODIFIER LETTER APOSTROPHE            |        |         |                 |                                         | glottalstopp i vissa ortografier (bl.a. hawaiiska)           |

I ASCII-baserade kodningar lagras H med värdet 0x48 (hexadecimalt) och h med värdet 0x68 (hexadecimalt).
I EBCDIC-baserade kodningar lagras H med värdet 0xC8 (hexadecimalt) och h med värdet 0x88 (hexadecimalt).
Övriga varianter av H lagras med olika värden beroende på vilken kodning som används, om de alls kan representeras.